# Samovar
Samovar - dobeseden prevod "samostojno varjenje oz. vrenje"  (rusko самовар, perzijsko: Samāvar, turško: Semaver) - je kovinska posoda za segrevanje ali vrenje vode. Samovarje se uporablja v Rusiji, v Vzhodni Evropi, na Balkanu, v Turčiji in Iranu. Za gorivo se uporablja oglje ali premog, v novejših pa tudi električne grelce.
Manjši samovarji imajo kapaciteto okrog 1 litra, veliki pa tudi do 400 litrov.